# Radio Stereo (Duck Sauce-dal)
A Radio Stereo című dal az amerikai-kanadai dj duó Duck Sauce 5. kimásolt kislemeze a Quack című albumról. A dal csupán a 103. helyig jutott a Belga Flanders listán.
A dal limitált 1000 darabos vinyl bakelit lemezen is megjelent. Videóklip a dalhoz nem készült.
A Duck Sauce féle változat eredetileg a The Members nevű csapat 1982-ben megjelent Radio című dalának átirata. Nigel Bennet a The Members tagja nagyon örült, hogy a Duck Sauce felfedezte a dalt, és feldolgozta.

## Megjelenések
12"  Amerikai Egyesült Államok, Kanada, Egyesült Királyság Fool's Gold Records – none
- A1	Radio Stereo (Bingo Players Remix) Remix – Bingo Players
- A2	Radio Stereo (Extended Club Mix)
- B	Quacktor Scratch Timecode

## Felhasznált zenei alapok
A dalhoz a The Members Radio (1982) című dalának zenei alapját használták fel.

## Slágerlista
| Slágerlista (2013)          | Legjobb helyezések |
| --------------------------- | ------------------ |
| Belgium (Ultratip Flanders) | 103                |